# Obruba na kámen
Obruba na kámen je součást šperku s kamenem. Účelem obruby je, aby kámen držel na místě a mohl být zasazen do šperku.
Velikost a druh obruby se přizpůsobuje danému kameni. Zasazují se nejčastěji fasetové výbrusy. Jsou dva druhy obrub, rovné a zúžené:
- Rovné se vyrábějí pro drahokamy s rovnou spodní částí, tzv. čočkovce.
- Zúžené (kónické) obruby, jinak nazývané korunky se používají na kulaté výbrusy.

Při výrobě šperků hrají obruby důležitou roli. Jestli má být drahokam zasazen do šperku, je třeba vyrobit takovou obrubu, která bezpečně drží kámen a zároveň zabraňuje jeho ztrátě.
Většina obrub musí pasovat přesně okolo rundisty, nebo v některých případech se dělají obruby menší, aby na nich kámen seděl a obruba nebyla vidět. V tom případě se kámen přichycuje krapnami.